# Macrocentrus flavoorbitalis
Macrocentrus flavoorbitalis är en stekelart som beskrevs av He och Chen 2000. Macrocentrus flavoorbitalis ingår i släktet Macrocentrus och familjen bracksteklar. Inga underarter finns listade i Catalogue of Life.